# Blake Barden
Blake Barden (ur. 15 grudnia 1992) – australijski zapaśnik walczący w obu stylach. Złoty i brązowy medalista mistrzostw Oceanii w 2011. Mistrz Oceanii juniorów w 2009 i 2011 roku.
Jest aborygenem.